# Хендрик, Джефф
Джеффри Патрик Хендрик (англ. Jeffrey Patrick Hendrick; родился 31 января 1992 года в Дублин, Ирландия) — ирландский футболист, полузащитник клуба «Ньюкасл Юнайтед» и сборной Ирландии.

## Клубная карьера
«Дерби Каунти»
Хендрик — воспитанник английского клуба «Дерби Каунти». 23 апреля 2011 года в матче против «Бернли» он дебютировал в Чемпионшипе, заменив во втором тайме Робби Сэвиджа. 17 сентября в поединке против «Ноттингем Форест» Джефф забил свой первый гол за «Каунти». В 2014 году Хендрик был признан лучшим молодым футболистом Ирландии.
«Бернли»
Летом 2016 года Джефф перешёл в «Бернли». Сумма трансфера составила 10,5 млн евро, что стало трансферным рекордом для клуба. 10 сентября в матче против «Халл Сити» он дебютировал в английской Премьер-лиге. 26 сентября в поединке против «Уотфорда» Хендрик забил свой первый гол за «Бернли».
«Ньюкасл Юнайтед»
В августе 2020 года Джефф Хендрик подписал четырёхлетний контракт с клубом «Ньюкасл Юнайтед».

## Карьера в сборной
В 2011 году в составе юношеской сборной Хендрик принял участие в юношеском чемпионате Европы в Румынии. На турнире он сыграл в матчах против команд Греции, Чехии, Румынии и Испании.
6 февраля 2013 года в товарищеском матче против сборной Польши Джефф дебютировал за сборной Ирландии, заменив Джеймса Маккарти во втором тайме.
В 2016 году Джефф в составе сборной принял участие в чемпионате Европы во Франции. На турнире он сыграл в матчах против команд Швеции, Бельгии, Италии и Франции.
5 сентября в отборочном матче чемпионата мира 2018 против сборной Сербии Хендрик забил свой первый гол за национальную команду.

### Голы за сборную Ирландии
| # | Дата            | Место                        | Противник | Результат | Счет | Соревнование                     |
| - | --------------- | ---------------------------- | --------- | --------- | ---- | -------------------------------- |
| 1 | 5 сентября 2016 | Райко Митич, Белград, Сербия | Сербия    | 0:1       | 2:2  | Чемпионат мира 2018 квалификация |

## Достижения
- Лучший молодой футболист года в Ирландии: 2014